# Knut Friedrich Platz
Knut Friedrich Platz (* 1936) ist ein ehemaliger deutscher Verwaltungsbeamter. 
Platz war von 1978 bis 1994 Kreisdirektor des Kreises Olpe (Nordrhein-Westfalen). Ehrenamtlich unterstützte er den Caritas-Verband für den Kreis Olpe sowie den Verein Seminar für Staatsbürgerkunde Olpe.
Er ist Mitglied der katholischen Studentenverbindung KStV Hansea-Halle Münster im KV.

## Ehrungen
- 2008: Verdienstkreuz am Bande der Bundesrepublik Deutschland

## Einzelnachweis
1. ↑  Kartellverband katholischer deutscher Studentenvereine: KV Jahrbuch - Die Mitglieder und die Angehörigen des KV und des ÖKV 2010, Marl 2010, S. 413.

| Personendaten    | Personendaten                                                   |
| ---------------- | --------------------------------------------------------------- |
| NAME             | Platz, Knut Friedrich                                           |
| KURZBESCHREIBUNG | deutscher Verwaltungsbeamter und Kreisdirektor des Kreises Olpe |
| GEBURTSDATUM     | 1936                                                            |